# Кортик (ЗРГК)

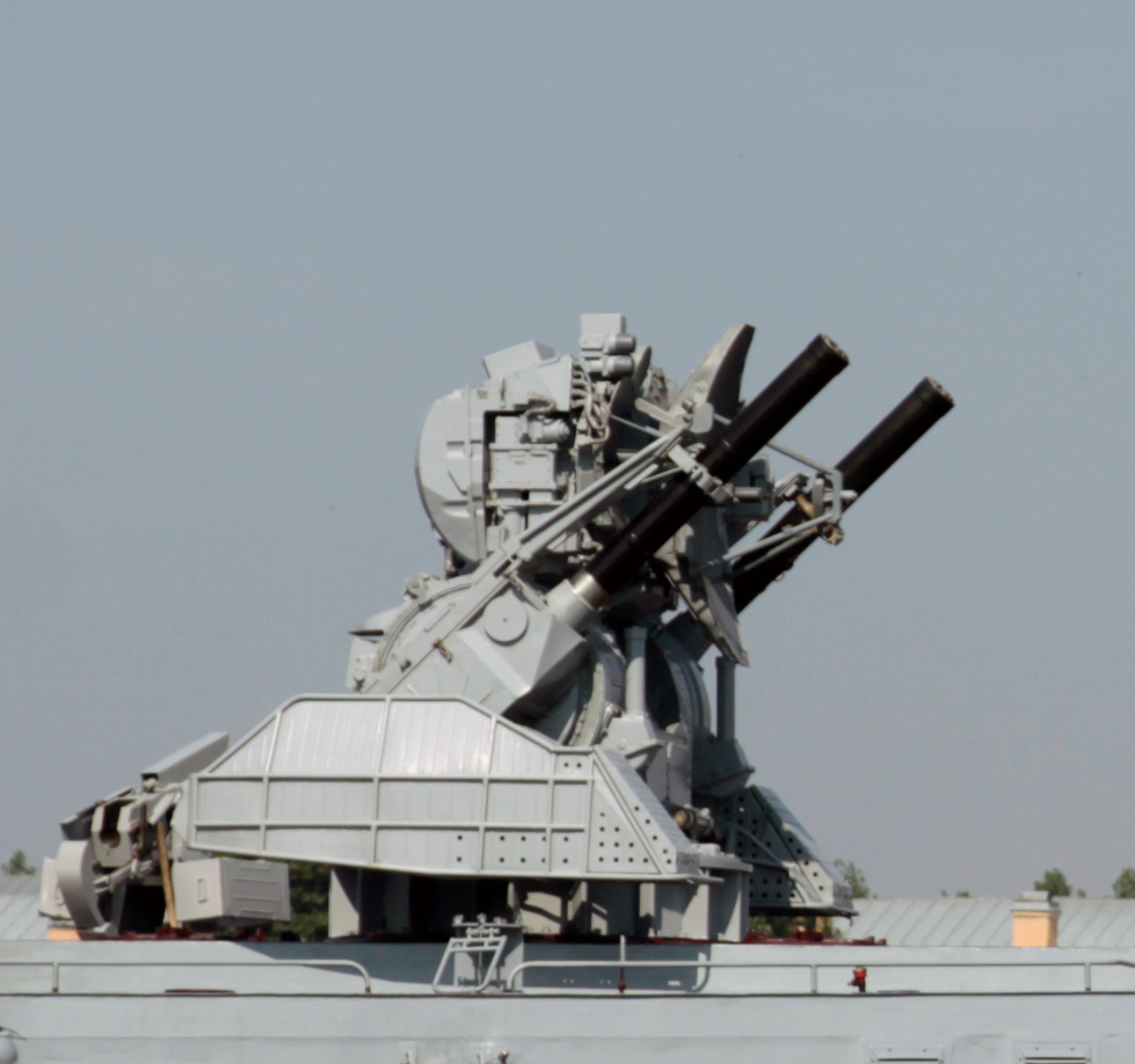
ЗРАК 3М87 «Кортик-М» на борту корвету «Стерегущий» без ЗУР

3М87 «Кортик» (індекс ГРАУ 3М87, експортне найменування «Каштан») — радянський та російський корабельний 30 мм автоматичний зенітний ракетно-гарматний комплекс (ЗРГК) з двома шестиствольними гарматами, що обертаються, АТ-18К, призначений для оборони кораблів (Протикорабельні ракети), повітряних цілей (літаки, вертольоти), а також для обстрілу малорозмірних морських і наземних цілей. Комплекс має повну автоматизацію бойової роботи від виявлення до враження цілі.

## Історія
Комплекс розроблено наприкінці 1970-х років у Конструкторському бюро приладобудування  (ГУП «КБП», генеральний конструктор Аркадій Шипунов), серійне виробництво здійснюється на Тульському машинобудівному заводі . Виробник радіолокаційної системи бойового модуля — ВАТ « РАТЕП». Бортова апаратура — НДІФП  . Прийнятий на озброєння в 1989 році .
У 2016 році були використані боєприпаси нового покоління для 30 мм автоматичних гармат, їх конструктивною особливістю є використання пластмасових рушійних пристроїв. Концерн " Техмаш " вироблятиме для флоту осколково-фугасно-запальні та осколково-трасувальні снаряди. Нові боєприпаси підвищать живучість стволів.

## Носії
Зенітний ракетно-гарматний комплекс «Кортик»/«Каштан» встановлений на:
- важких атомних ракетних крейсерах «Адмірал Нахімов» та «Петро Великий» (6 ЗРГК, 144 ЗУР);
- важкому авіаносному крейсері «Адмірал Флоту Радянського Союзу Кузнецов» (8 ЗРГК, 256 ЗУР);
- великому протичовновому кораблі «Адмірал Чабаненко» (2 ЗРГК, 64 ЗУР);
- вартовий корабель проєкту 11540 «Безстрашний» та «Ярослав Мудрий» (2 ЗРАК, 64 ЗУР);
- фрегат проєкту 11356 типу «Тальвар», побудовані для ВМФ Індії (2 ЗРГК, 64 ЗУР);
- корвет проєту 20380 «Стерегущий»(1 ЗРГК, 32 ЗУР).

## Модифікації
Модифікація ЗРАК Каштан-М у порівнянні з аналогом (ЗРК 3М87 «Кортик») має менший час реакції (за рахунок збільшення швидкості наведення ракетно-гарматної установки) та підвищені в двічі-тричі експлуатаційні характеристики.

## Тактико-технічні характеристики
- Зони враження: за дальністю:

ракетним озброєнням: 1500-8000 м
артилерійським озброєнням: 500-4000 м: по висоті
ракетним озброєнням: 5-3500 м
артилерійським озброєнням: 5-3000 м
- Час реакції: 6-8 с
- Дальність взяття на супровід ПКР з ЕПР = 0,1 м² та висотою польоту Н ≥ 5 м: 9 км
- Кількість цілей, що одночасно обстрілюються (залежно від числа бойових модулів): 1[6]
- Імовірність ураження ПКР: 0,94-0,99
- Радіолокаційний канал наведення мм діапазону забезпечує точність 2-3 м.
- Темп стрілянини: 10 000 вистр. /хв

## Опис

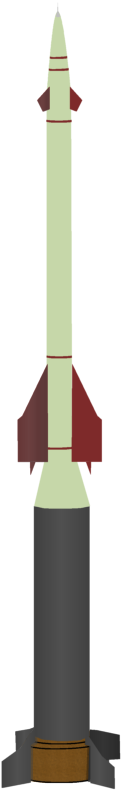
Ракета 9М311

- Зенітні керовані двоступінчасті твердопаливні ракети 9М311-1 з осколково-стрижневою бойовою частиною та неконтактним датчиком цілі.
- Два 30 мм шестиствольних зенітних автоматичних гармат АТ-18К .
- командний модуль, призначений для виявлення цілей, цілерозподілу та видачі цілевказівки бойовим модулям;
- бойовий модуль (від 1 до 6), який здійснює автоматичний прийом цілевказівки, автосупровід, вироблення даних для стрільби та обстрілу цілей як ракетним, так і артилерійським озброєнням;
- система зберігання та перезаряджання, що забезпечує зберігання 32 ракет у пускових контейнерах, підйом їх на бойовий модуль та опускання в льох.

## Модифікації
«Каштан-М» — в першу чергу була покращена дальність ураження, також збільшена зона ураження ЗУР 9M311-1Е за висотою та дальністю .
Зони враження:
- по дальності: Зенітна керована ракета (ЗКР): 1500-10000 м: Зенітна автоматична гармата (ЗАГ): 500-4000 м

- по висоті: ЗКР: 2-6000 м: ЗАГ: 0-3000 м

- Дальність взяття на супровід ПКР з ЕПР = 0,1 м ² та висотою польоту Н≥5 м: 11,4[8] км

## Оцінка
Спільна обробка сигналів від радіолокаційного та оптико-електронного каналів супроводу цілі та ЗКР з автоматичним вибором оптимального режиму та забезпечує високу завадостійкість. За підсумками випробувань, проведених наприкінці 1980-х років, ЗРГК «Кортик» був визнаний неефективним через велику вагу та габарити і те, що на практиці він не встигав здійснювати достріл автоматами незбитих за допомогою своїх ЗКР ворожих протикорабельних ракет. Велика вага в результаті не давала, здебільшого, можливості розміщувати ці установки замість зенітної автоматичної артилерійської установки АК-630 М. На крейсерах проєкту 1293, що намічалися до закладки на початку 1990-х років, було прийнято рішення відмовитися від ЗРГК на користь використання зенітного ракетного косплексу (ЗРК) « Кинджал» та зенітних автоматів. Основний недолік ЗРГК тоді передбачалося усунути у модернізованій версії М.
Зенітний ракетно-гарматний комплекс (ЗРГК) встановлюється на сторожові кораблі проєкту 11540 та 11356М, крейсери «Петро Великий» та «Адмірал Нахімов», а також БПК «Адмірал Чабаненко».
Починаючи з другого корабля проєкту 20380 ЗРГК не встановлюється через неможливість одночасного його розміщення разом із ЗРК « Редут» (комплекс на базі С-350) з можливістю використання різних типів ракет середньої та великої дальності. Для оборони від ПКР використовуються дві зенітні автоматичні артилерійські установки АК-630М.
Проте це означає відмови від самої концепції ЗРАК — на фрегати проекту 22350 встановлюються по дві зенітні автоматичні артилерійські установки «3М89 Палаш», які можна доукоплектовані до ЗРГК.